# Leslie Lewis
Leslie Lewis (Leslie Charles „Les“ Lewis; * 26. Dezember 1924 in Chertsey, Surrey; † 7. April 1986) war ein britischer Sprinter, der sich auf den 400-Meter-Lauf spezialisiert hatte.
Bei den Olympischen Spielen 1948 in London erreichte er im Einzelbewerb das Viertelfinale und schied in der 4-mal-400-Meter-Staffel mit dem britischen Quartett im Vorlauf aus. 
1950 gewann er bei den British Empire Games in Auckland Silber über 440 Yards mit seiner persönlichen Bestzeit von 48,0 s (entspricht 47,7 s über 400 m) sowie mit den englischen 4-mal-110-Yards- und 4-mal-440-Yards-Stafetten. Über 100 Yards erreichte er das Halbfinale, über 220 Yards wurde er im Vorlauf disqualifiziert. Bei den Europameisterschaften in Brüssel siegte er mit der britischen 4-mal-400-Meter-Stafette und wurde Fünfter über 400 Meter.
Bei den Olympischen Spielen 1952 in Helsinki gelangte er über 400 Meter ins Viertelfinale und kam mit der britischen 4-mal-400-Meter-Stafette auf den fünften Platz.
1950 wurde er Englischer Meister über 440 Yards.